# 旭町 (札幌市)
旭町（あさひまち）は、北海道札幌市豊平区の地名。現行行政地名は旭町1丁目から旭町7丁目。

## 地理
北から東にかけ豊平、南で平岸、西で水車町に隣接する。南北600m×東西300mの長方形の北側に100m×100mの三角形が乗る形状の町域になっている。旭町は、おもに住宅地として利用されるが、ほぼ半分の面積を学校法人北海学園の敷地で占めており、また札幌市営地下鉄東豊線学園前駅の3番出入口が北海学園大学校舎内に直結されるなど、文教地区としての面もある。町域内は札幌市立八条中学校（豊平8条13丁目）・札幌市立旭小学校（水車町3丁目）の学区に当たる。

## 住所
| 町丁             | 郵便番号 |
| ---------------- | -------- |
| 旭町1丁目～7丁目 | 062-0911 |

## 歴史
1950年（昭和25年）までは豊平○番地、または豊平○条と呼ばれていた。以前の歴史については、豊平の歴史を参照。

### 地名の由来
豊平町だった頃、主要産業であった平岸リンゴの品種のひとつ「旭」から取ったものといわれる。

### 沿革
- 1906年（明治39年）：私立北海中学校（現北海高等学校）が旭町地区に移転。
- 1950年（昭和25年）：町域を豊平から分割し旭町と改称。
- 1963年（昭和38年）：選抜高等学校野球大会で、北海高等学校が北海道勢としては初の決勝戦に進出し、準優勝した。
- 1974年（昭和54年）1月29日：町名整理により、旭町8丁目を4丁目、9丁目を5丁目、10丁目を4丁目と7丁目、11丁目を6丁目とした。

## 施設
- 北海学園大学
- 北海高等学校
- 北海学園札幌高等学校
- 札幌第一幼稚園（旭町7丁目）
- HOKUBU記念絵画館 (旭町1丁目)

## 交通

### 鉄道
- 札幌市営地下鉄東豊線学園前駅（豊平6条6丁目。1番と3番出口が旭町にある）
- 札幌市営地下鉄南北線中の島駅 （中の島1条1丁目）

### 道路
- 平岸通（国道453号）：豊平との境界。

#### 中学校前通線
- 豊平4条から5条、6条にある道路のことを指すが、旧制北海中学に関する事柄なので、当記事に記載する。
  - 豊平橋から平岸通につながる、800mほどある道路を指す。
  - 北海高校が旧制中学であった頃から、通学に利用されていた。
  - 札幌市認定道路（路線番号：3-50-01424）、幅員9.09m～15.00m
  - 1994年頃に平岸通側の約100mは公園として造成され、現在は豊陵公園（豊平6条3丁目）として利用されている。
  - 現在では、豊平橋～豊平5条1丁目の約100mは、豊平川右岸線（路線番号:3-00-09581）、および水車線（路線番号:3-50-01423）となっている。
  - 「とよひらふるさと再発見」の表示板が豊平5条2丁目にある「豊平橋南集会所」前に設置されている。
  - プレミアホテル_―TSUBAKI―_札幌の裏手（豊平川側）を南東に向かい、南7条米里通交点で、ほぼ南に向かう斜めの道を行き豊陵公園までのルート。